# Anigozanthos rufus
Anigozanthos rufus är en enhjärtbladig växtart som beskrevs av Jacques-Julien Houtou de La Billardière. Anigozanthos rufus ingår i släktet Anigozanthos och familjen Haemodoraceae. Inga underarter finns listade.

## Bildgalleri

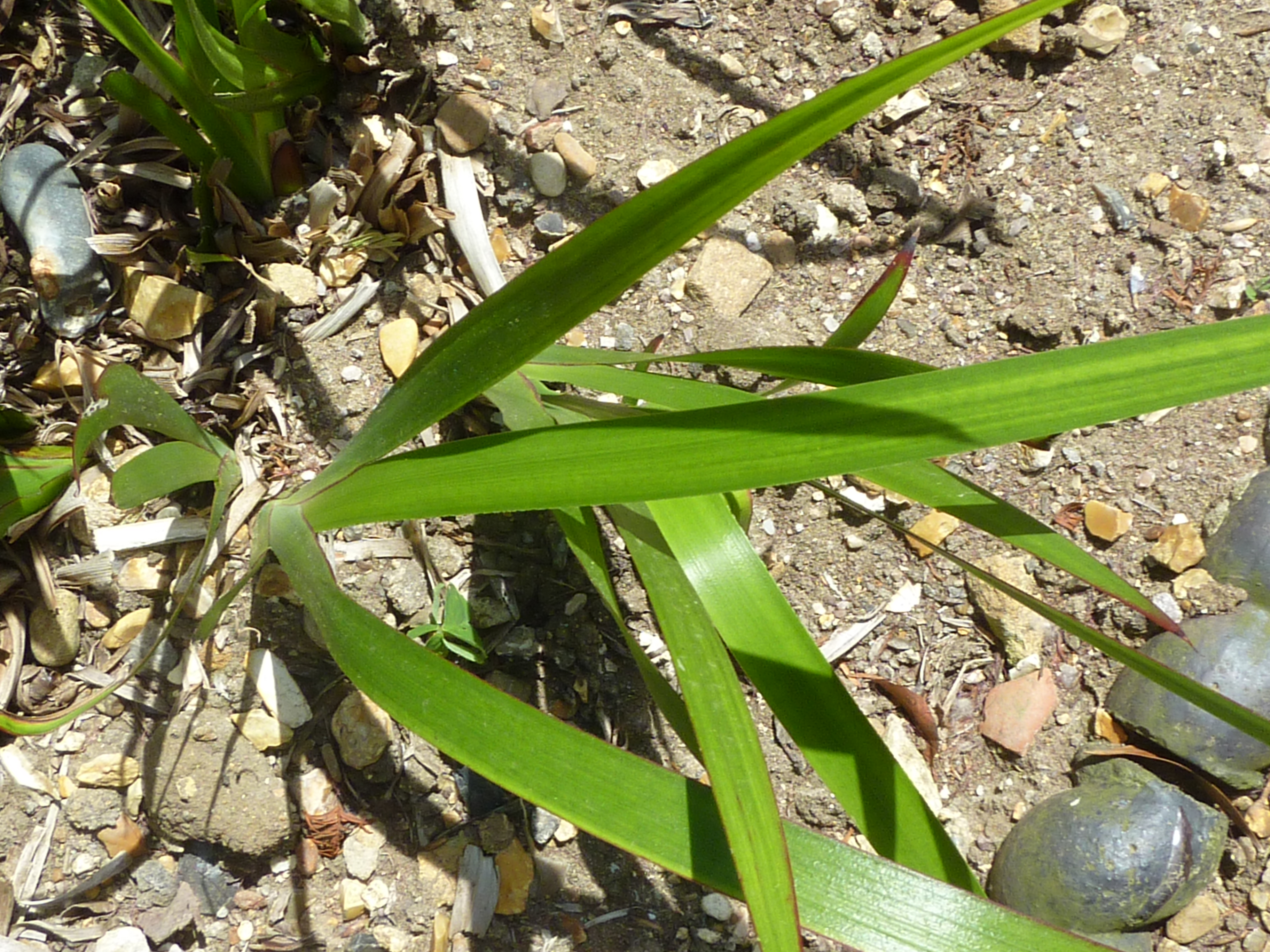
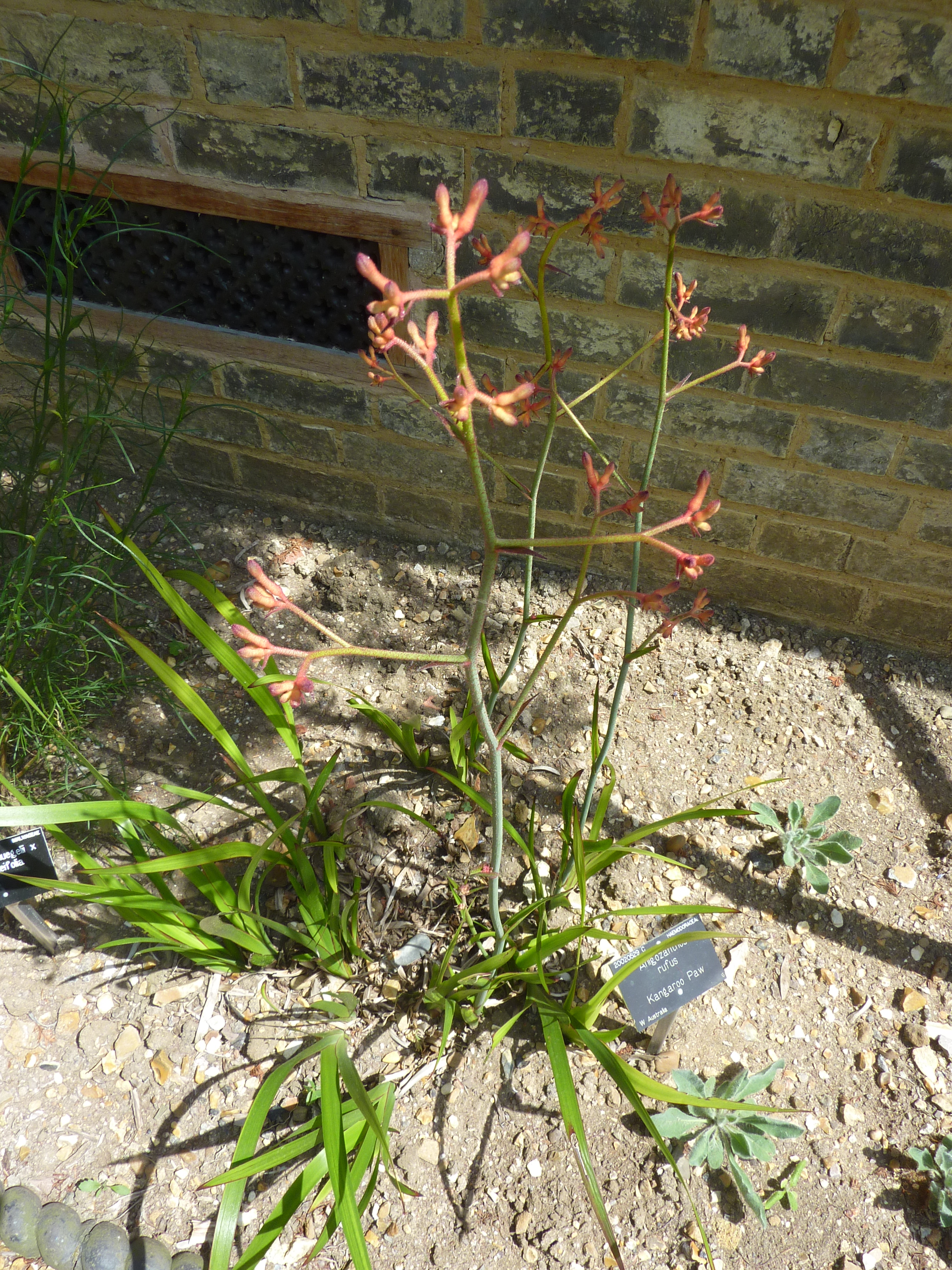
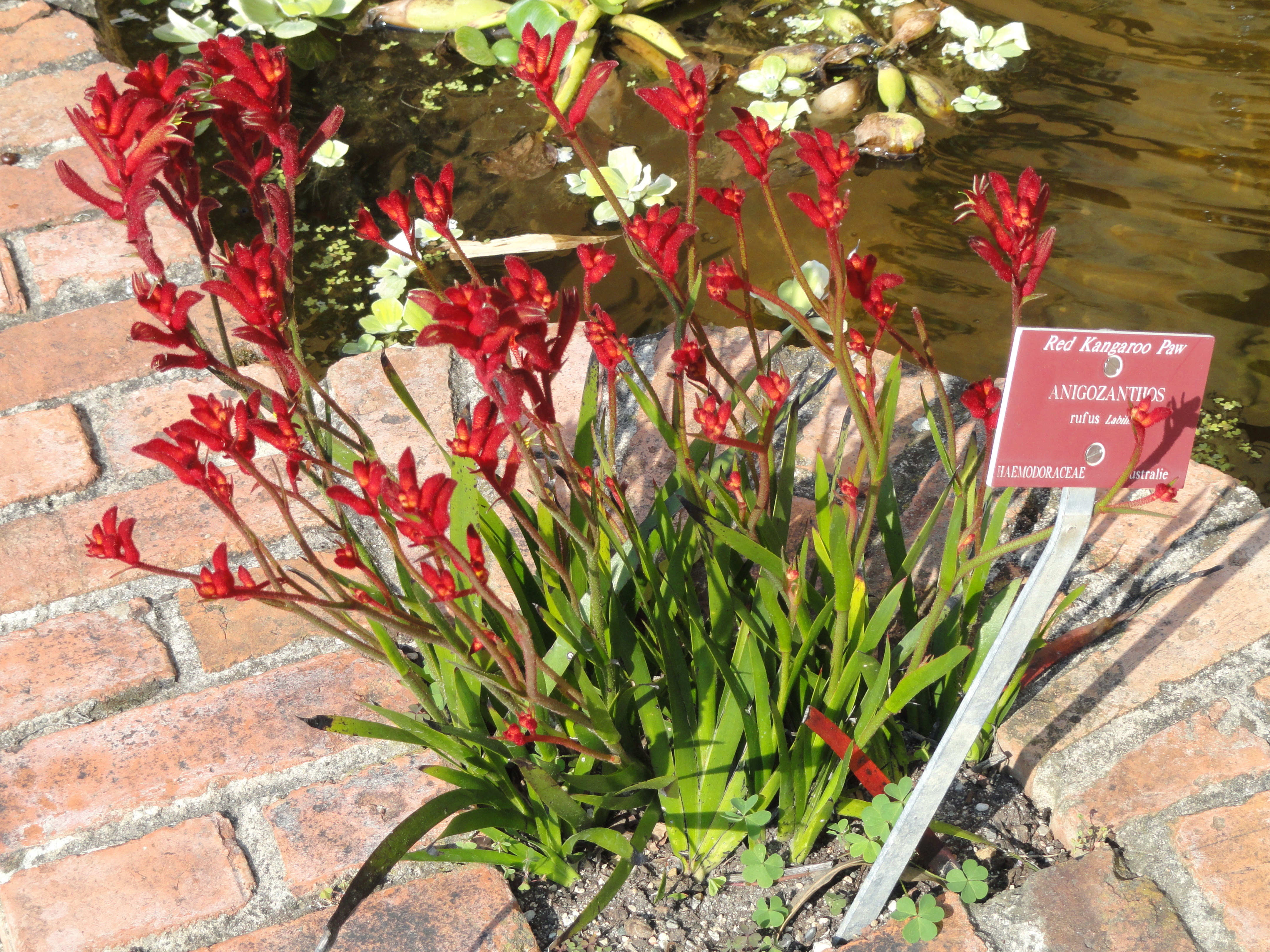